# Condado de Pennington (Minnesota)
O Condado de Pennington é um dos 87 condados do estado americano de Minnesota. A sede do condado é Thief River Falls, e sua maior cidade é Thief River Falls. O condado possui uma área de 1 601 km² (dos quais 5 km² estão cobertos por água), uma população de 13 584 habitantes, e uma densidade populacional de 9 hab/km² (segundo o censo nacional de 2000). O condado foi fundado em 1919.